# Myllyjärvi (sjö i Alavo, Södra Österbotten)
Myllyjärvi är en sjö i kommunen Alavo i landskapet Södra Österbotten i Finland. Sjön ligger 159,3 meter över havet. Arean är 16 hektar och strandlinjen är 3,08 kilometer lång.  Den  ingår i Lappo å huvudavrinningsområde.  Sjön ligger omkring 57 kilometer öster om Seinäjoki och omkring 280 kilometer norr om Helsingfors. 
I sjön finns ön Kivisaari. 